# 3443 Leetsungdao
3443 Leetsungdao è un asteroide areosecante. Scoperto nel 1979, presenta un'orbita caratterizzata da un semiasse maggiore pari a 2,3921949 UA e da un'eccentricità di 0,3069895, inclinata di 12,68421° rispetto all'eclittica.
L'asteroide è dedicato al fisico cinese Tsung-Dao Lee, vincitore del premio Nobel nel 1957.